# 492
Évszázadok: 4. század – 5. század – 6. század
Évtizedek: 440-es évek – 450-es évek – 460-as évek – 470-es évek – 480-as évek – 490-es évek – 500-as évek – 510-es évek – 520-as évek – 530-as évek – 540-es évek
Évek: 487 – 488 – 489 – 490 –  491 – 492 – 493 – 494 – 495 – 496 – 497

## Események

### Európa
- A Bizánci Birodalomban fellázadnak a kis-ázsiai Iszauria hegyi törzsei, mert az innen származó magas rangú tisztségviselőket száműzték Konstantinápolyból és a fővárosban iszauriaellenes zavargásokra került sor (az előző császár, Zénón iszauriai volt, ami miatt sokan lenézték). Az I. Anasztasziosz császár által küldött sereg Kotüaionnál megfutamítja a felkelőket, akik a hegyekbe húzódva folytatják a harcot.
- A Ravennát ostromló Theoderic osztrogót király elfoglalja Riminit és itt összegyűjtött flottájával a tenger felől is blokád al tudja venni Ravennát, amelynek védői ebben az évben még kitartanak.
- Meghal III. Felix pápa, aki kiátkozta Akakiosz konstantinápolyi pátriárkát és ezzel kiváltotta az első egyházszakadást. Utóda I. Gelasius.[1]

## Halálozások
- március 1. – III. Felix pápa[1]

## Fordítás
- Ez a szócikk részben vagy egészben  a(z)   492 című angol Wikipédia-szócikk ezen változatának fordításán alapul.  Az eredeti cikk szerkesztőit annak laptörténete sorolja fel. Ez a jelzés csupán a megfogalmazás eredetét és a szerzői jogokat jelzi, nem szolgál a cikkben szereplő információk forrásmegjelöléseként.